# Rocío de Meer Méndez
Rocío de Meer Méndez (Madrid, 26 de desembre de 1989) és una advocada i política espanyola, militant de Vox i diputada al Congrés dels Diputats des de 2019.

## Trajectòria
Es llicencià en Dret a la Universitat Complutense de Madrid. Fou durant la seva etapa universitària que sent presidenta de la Societat de Debat conegué a Santiago Abascal que dirigia la Fundació  Denaes, una "associació per a la defensa de la nació espanyola". Des de llavors seguí vinculada amb aquell corrent polític fins a unir-se a la formació de Vox l'any 2013 formant part activament del partit, i exercint com a vocal primera del Comitè Executiu Nacional i vicepresidenta.
A les eleccions generals espanyoles d'abril de 2019 fou elegida diputada de la circumscripció d'Almeria al Congrés dels Diputats per a la XIII legislatura. Mesos després, a les eleccions generals espanyoles de novembre de 2019 fou novament escollida per a la XIV legislatura.

### Acte a Sestao
El 26 de juny de 2020 la formació Vox organitzà un acte polític a la localitat biscaïna de Sestao en ocasió de les eleccions al Parlament Basc de 2020. L'esdeveniment va aplegar un gran nombre de detractors antifeixistes que proferiren consignes contra els assistents, un d'ells el president del partit, Santiago Abascal, al crit de «fora feixistes!». En un dels instants de confusió, Meer aparegué amb sang a la cella esquerra i denuncià que havia patit una agressió fruit d'una pedrada. Si bé la imatge es viralitzà ràpidament, nombroses veus qüestionaren la versió de la diputada atenint-se a la poca credibilitat del tall i de la sang. Una d'aquestes veus escèptiques fou la de Pablo Echenique, portaveu del grup parlamentari Unides Podem.

## Vida personal
El seu avi fou Carlos de Meer de Ribera, governador civil de Balears durant el franquisme més tardà (1974-1976) i que es caracteritzà per exercir una forta repressió contra la dissidència demòcrata als anys 70, a més d'intentar organitzar un cop d'estat l'any 1986 i escriure una biografia de Francisco Franco l'any 1996.
Rocío està casada amb un militar i té dos fills.